# Casbá de Télouet

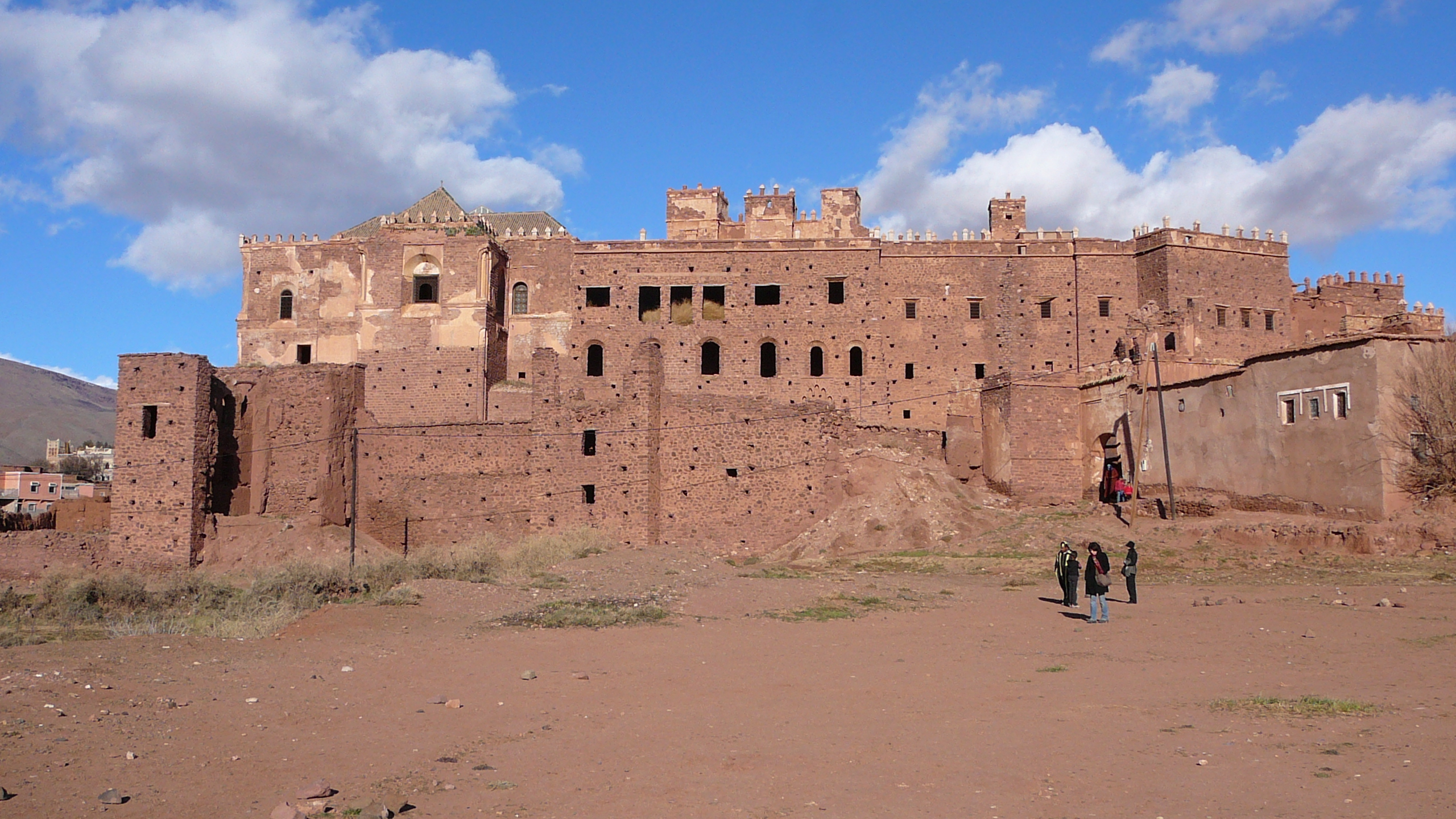
Vista do Casbá de Télouet

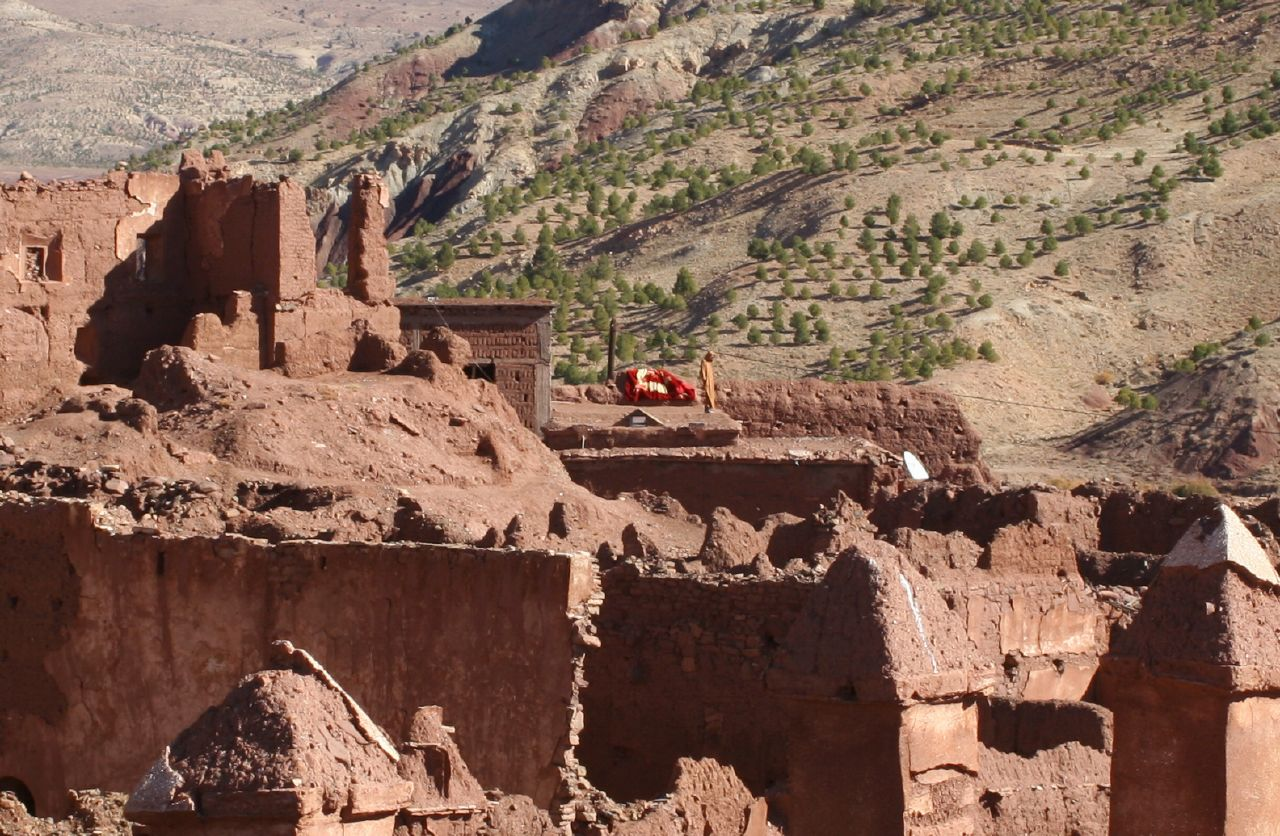
Detalhe de uma parte arruinada

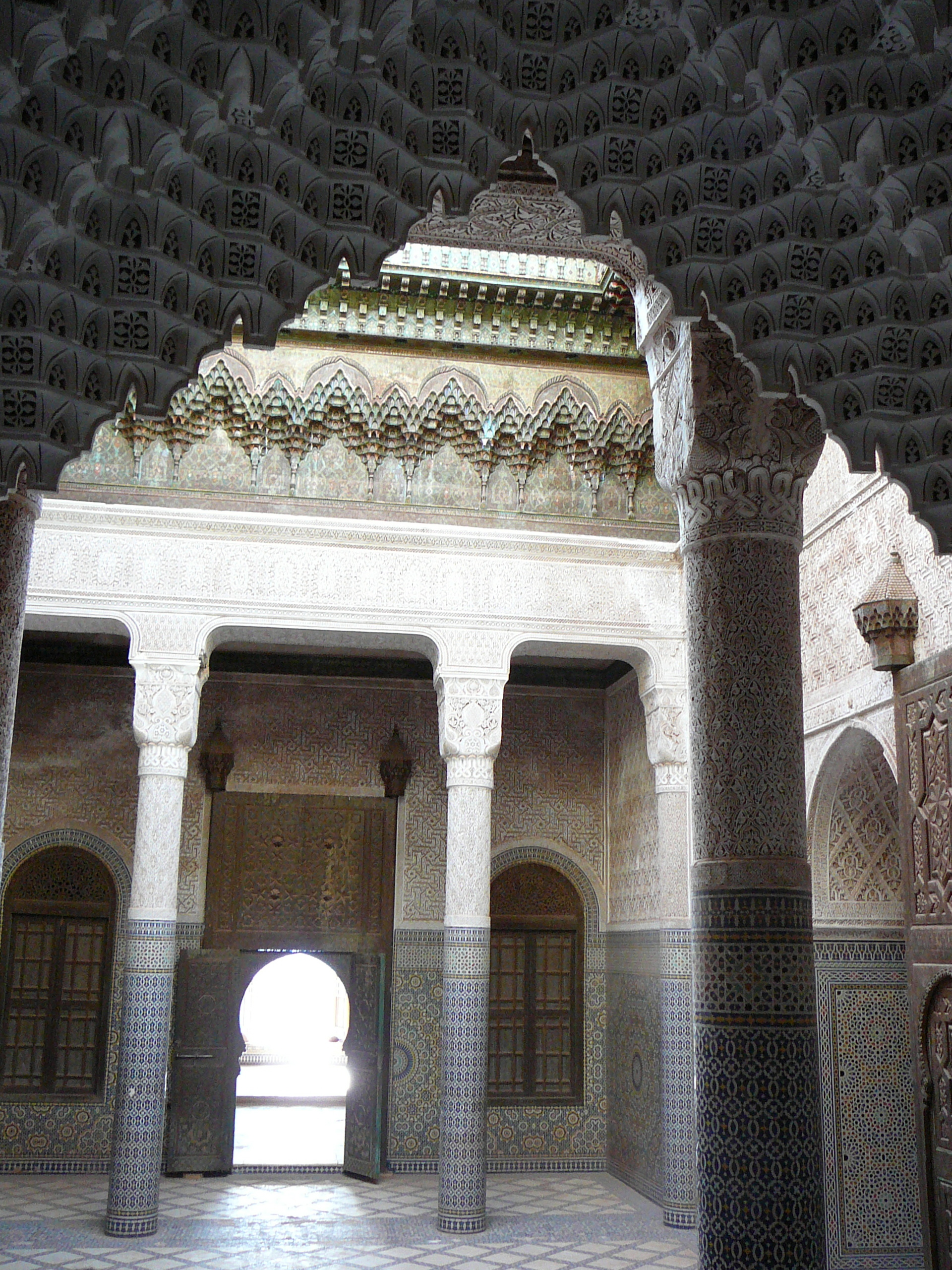
Um dos pátios interiores

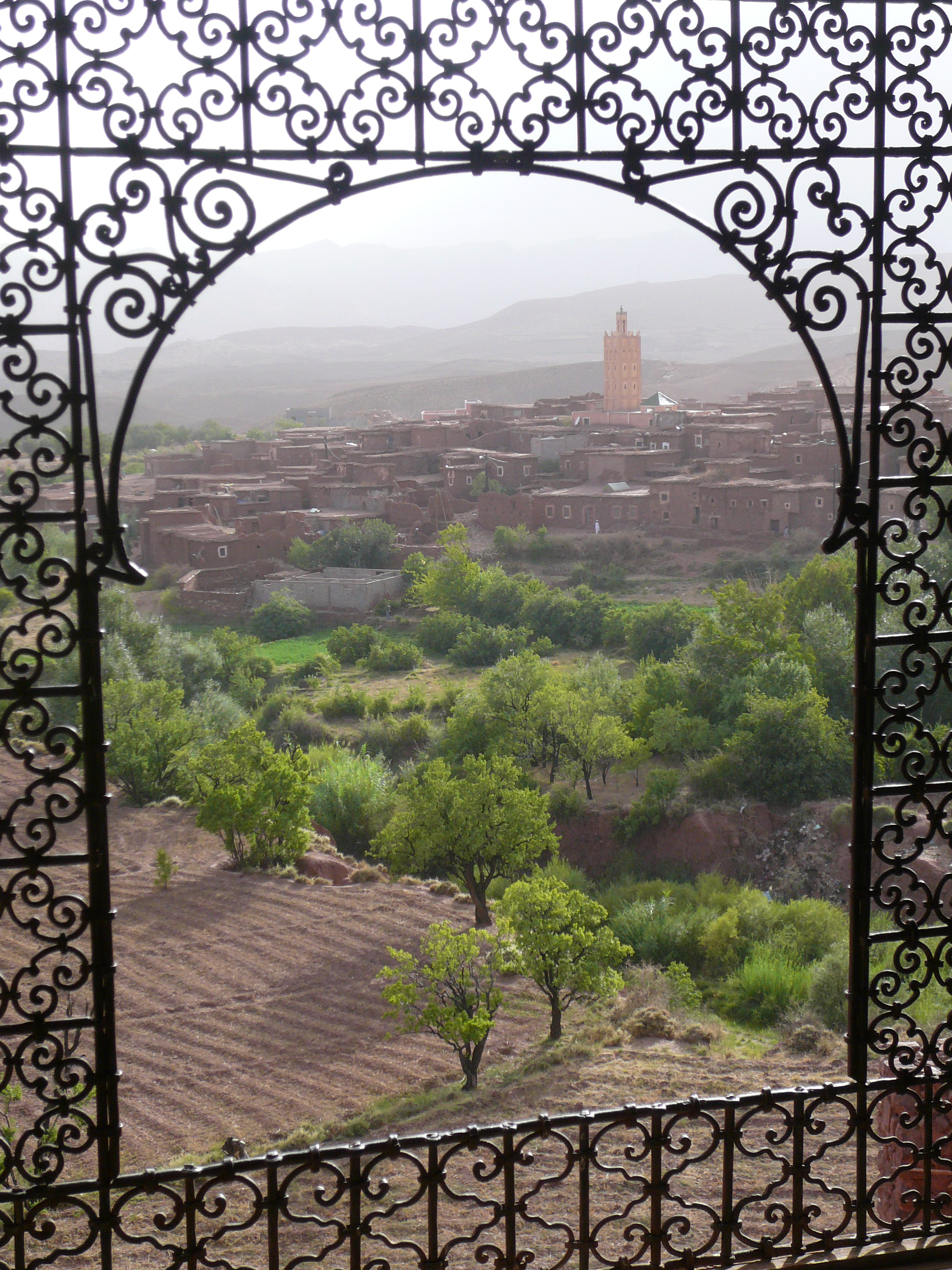
A vila de Télouet vista do casbá

O Casbá ou Kasbah de Télouet, por vezes também chamado Dar Glaoui ou Palácio do Glaoui, é um casbá (castelo ou palácio) construído na viragem entre o final do século XIX e o início do século XX na vila de Télouet, situada num vale elevado da cordilheira do Alto Atlas, em Marrocos, a meio caminho entre Marraquexe e Ouarzazate.
Foi construído pelo carismático e controverso Thami El Glaoui, usualmente chamado "O Glaoui", um líder da tribo berbere local que, tendo começado por ganhar notoriedade pela mão do sultão alauita de Marrocos Moulay el Hassan, foi um dos principais aliados das forças coloniais francesas, tendo sido nomeado "paxá de Marraquexe" pela administração do Protetorado Francês de Marrocos em 1918. Posteriormente seria o líder da contestação ao sultão alauita Mohammed V de Marrocos, o qual opunha alguma resistência à tutela francesa sobre o seu país. El Glaoui acabaria por morrer em 1956 no seu casbá de Télouet, praticamente abandonado por todos, incluindo os franceses.

## Localização
O palácio está situado junto à vila berbere de Télouet, ocupando uma posição estratégica no Alto-Atlas, num lugar de passagem das caravanas comerciais que ligavam o Sara , a sul, à costa do mar Mediterrâneo, a norte, e também próximo de importantes minas de sal, uma mercadoria ainda hoje valiosa entre as populações sarianas e subsarianas.
Atualmente a vila e o casbá são acessíveis por uma estrada secundária que entronca na estrada principal que liga Marraquexe a Ouarzazate a alguns quilómetros do passo de montanha de Tichka (Tizi n'Tichka).

## História
A passagem de caravanas comerciais, que ligavam o deserto às grandes cidades situadas do outro lado das montanhas do Atlas, e a proximidade das minas de sal, fizeram a riqueza dos paxás feudais que residiam em Télouet. O casbá foi construído a partir de 160 pelos membros da tribo berbere dos glaoua, ao lado de um casbá mais antigo cujos restos ainda hoje são visíveis. Foi depois consideravelmente aumentado durante a primeira metade do século XX por Thami El Glaoui. Segundo a lenda, 300 operários trabalharam durante três anos nas decorações dos pisos de madeira de cedro pintado e nas paredes de estuque finamente cinzeladas e de zellige (azulejos coloridos característicos de Marrocos). Os tetos são cobertos de telhas verdes, um símbolo da nobreza que supostamente só pode ser usado nos edifícios religiosos ou da realeza.
O resultado é um conjunto imenso de edifícios, com uma decoração interior impressionante.
O apoio de El Gloui aos franceses durante a sua ocupação de Marrocos valeu-lhe o apoio recíproco das autoridades coloniais francesas, o que o ajudou a consolidar e expandir o seu poderio e a torná-lo uma das personalidades políticas mais importantes do país. O seu alinhamento com os franceses voltou-se contra ele quando o movimento independentista ganhou força e El Gloui acabou por morrer esquecido no seu casbá de Télouet e o seu casbá, que se pensa poder ter albergado mais de mil pessoas no seu apogeu, foi deixado praticamente ao abandono até 2010.